# Gentilhombre con pelliza de lince
Gentilhombre con pelliza de lince (también conocido simplemente como Retrato de un hombre) es un cuadro del pintor Paolo Veronese, realizado en 1560, que se encuentra en el Museo de Bellas Artes de Budapest, Hungría. La obra fue ejecutada en una etapa en la que el pintor desarrollaba de forma paralela su actividad como retratista y sus trabajos en la Biblioteca Marciana.
La pintura, ejecutada durante su estancia en Roma, tiene analogías con otras obras del artista como el Bautismo del Herzog Anton Ulrich-Museum de Brunswick o La consagración de David del Museo de Historia del Arte de Viena.
En el retrato se representa a un caballero ricamente ataviado con bellos ropajes y el abrigo de piel de lince que da nombre a la obra sobre sus hombros. Al fondo se esboza un paisaje, lo que centra el protagonismo sobre el personaje. Este mira al espectador de frente, lo que permite transmitir con claridad las características del retratado, en imitación de los maestros como Tiziano y los clásicos, obsesión de esa época.